# Mount Arthur (Tasmanien)

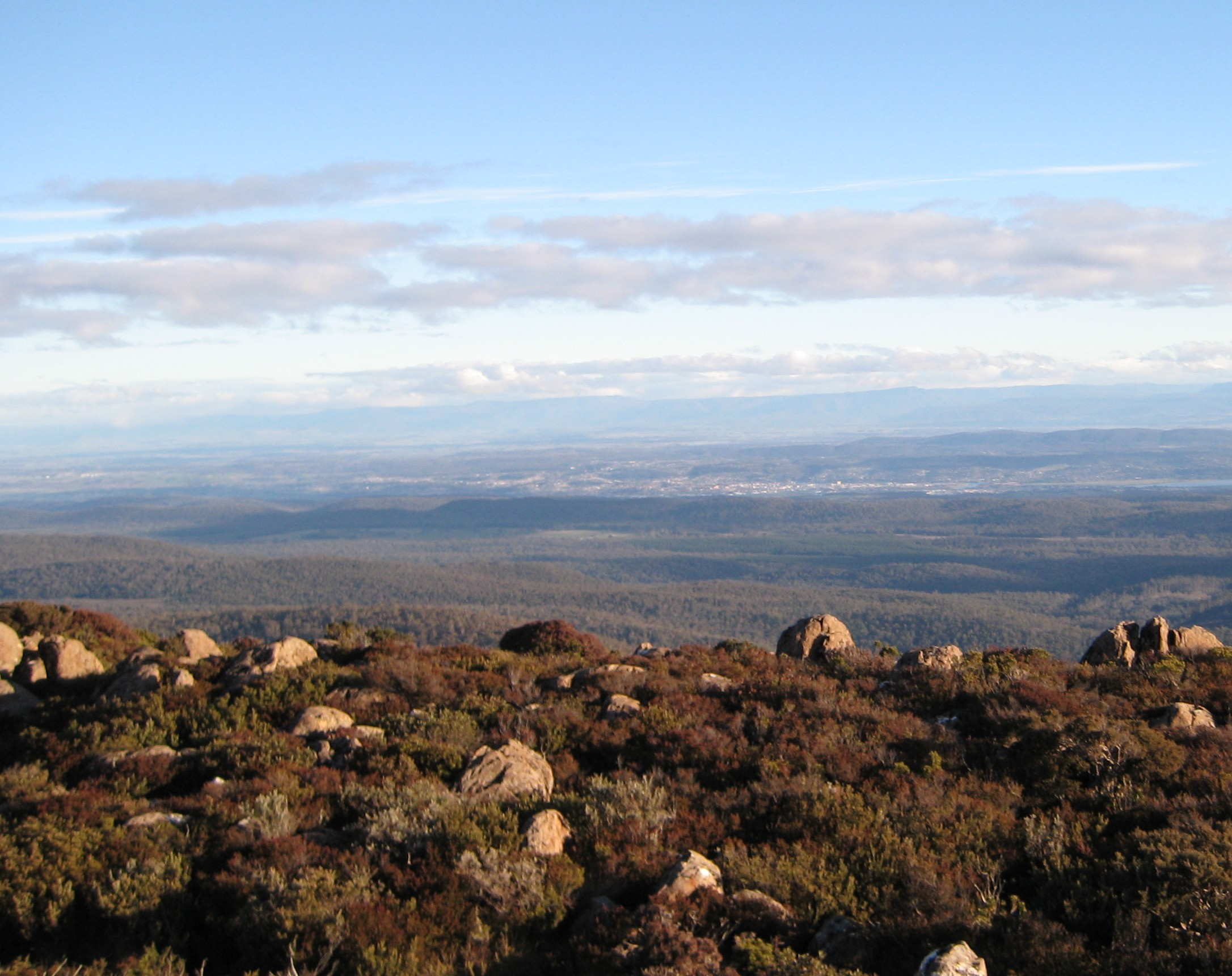
Launceston vom Plateau des Mount Arthur aus

Der Mount Arthur ist ein Berg im Nordosten des australischen Bundesstaats Tasmanien.
Er liegt rund 21 Kilometer nordöstlich von Launceston und ungefähr 10 Kilometer südöstlich von Lilydale. Wegen seiner geringen Entfernung von Launceston gibt es auf seinem Gipfel eine große Zahl von Sendemasten. WayFM (98,1 und 105,3 MHz) in Launceston und die Radiostation der christlichen Gemeinden in Nordtasmanien haben ihre Sendemasten dort.